# Francis Letellier
Pour les articles homonymes, voir Letellier.
Francis Letellier, né le 19 décembre 1964 à Vire (Calvados), est un journaliste français qui officie sur France 3.

## Biographie
Né à Vire dans le Calvados, Francis Letellier passe son enfance à Pont-Farcy, où ses parents sont agriculteurs. 
Après des études au collège de Tessy-sur-Vire, puis au lycée Le Verrier de Saint-Lô, il suit des études de langues à l'université de Caen. Il tente une première fois l'entrée au CUEJ de Strasbourg, et fait un stage dans une antenne locale de NBC (Rochester-New York), puis intègre le centre universitaire d'enseignement du journalisme  à l'université de Strasbourg en 1988. 
Diplômé en 1990, il présente les journaux de France 3 Bretagne jusqu'en 1996, avant d'être nommé rédacteur en chef adjoint de France 3 Normandie à Caen et de créer à l'antenne une émission politique, Forum. En septembre 1997, il revient à France 3 Ouest à Rennes pour lancer le Magazine régional qui deviendra ensuite le 12/13 Ouest puis le 12/14 Ouest, édition d'information de la mi-journée sur la Bretagne et les Pays de la Loire. Il a lancé deux émissions mensuelles, À vous de décider un rendez-vous économique et Et si on parlait politique un rendez-vous politique et économique sur France 3 Ouest.
Ayant collaboré en 2003 et 2004 au service politique de la rédaction nationale de France 3, il présente les 12/14 et les 19/20 week-end en remplacement de Catherine Matausch durant l'été 2005. 
En juin 2006, France 3 l'appelle pour devenir le présentateur du Soir 3 le week-end et assurer la présentation d'autres éditions nationales remplaçant régulièrement les présentateurs du 12/13 et du 19/20 pendant leurs congés. Il a également présenté des éditions spéciales thématiques et des soirées électorales sur France 3. Depuis septembre 2010, il reçoit chaque dimanche une personnalité politique, dans Soir 3 Politique, en prolongement du journal, qui devient le rendez-vous politique de France 3. En mars 2011, il présente la soirée électorale des élections cantonales sur France 3. Depuis le 11 septembre 2011, il présente aussi le magazine politique dominical de la chaîne à la mi-journée, 12/13 dimanche puis Dimanche en politique. Depuis 2011, Francis Letellier présente les soirées électorales sur France 3, seul ou en duo avec Carole Gaessler : élections présidentielle et législative de 2012. En 2014, les soirées élections municipales de France 3 réalisent les meilleurs scores d'audience. En septembre 2014, il présente l'édition spéciale consacrée aux élections sénatoriales.
En mars 2015, France 3 enregistre les meilleurs audiences des émissions consacrées aux élections départementales, que Francis Letellier présente.
Et en décembre de la même année, il anime les soirées élections régionales qui permettent à  France 3  de proposer 4 heures de direct non-stop en lien avec le réseau régional. En 2017, il présente de nouveau les soirées électorales de France 3 pour la présidentielle et les législatives.
Le 26 juin 2017, Francis Letellier présente le débat-événement de France 3 autour des conversations avec M. Poutine d'Oliver Stone, en présence du réalisateur. Le 7 mai 2018, présentation du débat Président selon Macron à la suite du documentaire de Bertrand Delais Macron président, la fin de l'innocence.
Du 5 septembre 2016 au 22 août 2019, il présente Le Grand Soir 3 (Soir 3 de février 2018 à août 2019) sur France 3.
En mai 2017, il présente les soirées électorales Présidentielle 2017 et Législatives 2017 sur France 3.
Dès la rentrée 2019, Il continue de présenter l'émission politique de France 3, dénommée Dimanche en politique depuis septembre 2016. 
De septembre 2019 à juillet 2021, il présente Audition Publique sur LCP-Public Sénat.
Du 17 novembre 2019 au 30 juin 2021, il présente l'émission Nous les Européens, tous les dimanches à 10 h 45 sur France 3.
Les 15 mars et 28 juin 2020, il présente la soirée Municipales 2020.
En 2021, il est fait chevalier des Arts et des Lettres.
Le 6 mai 2021, Francis Letellier présente la soirée spéciale Bruxelles, ton univers impitoyable sur France 2.
À partir de septembre 2021, en plus de Dimanche En Politique sur France 3, il intervient dans Élysée 2022, une émission politique mensuelle de France 2 en vue de l’élection présidentielle de 2022.
Pour la présidentielle et les législatives 2022, il co-présente de nouveau les soirées électorales de France 3.
En septembre 2023, il présente l'édition spéciale Sénat 2023 consacrée aux élections sénatoriales sur France 3.
Depuis janvier 2024, Francis Letellier présente Dimanche En Politique en deux parties : à 11h40, l'Entretien et à 11h55, l'Invité/e.
Le 9 juin 2024, à l'occasion des élections européennes, il présente la seconde partie de la soirée électorale sur France 2 avec Maya Lauqué.
Le 30 juin et le 7 juillet 2024, il présente la seconde partie de la soirée des élections législatives sur France 2 avec Maya Lauqué. À cette occasion, Télérama lui consacre un portrait.
À partir d'octobre 2024, Francis Letellier présente également Lundi C'est Politique, une émission hebdomadaire diffusée sur LCP en partenariat avec Challenges et France Info.

## Vie privée
Francis Letellier est marié avec son conjoint Bruno depuis 2015,.

## Distinction
- Chevalier des Arts et des Lettres (2021)[10]
- Prix de l'Initiative européenne 2020 décerné par la Maison de l'Europe à Paris